# Коцюбинські

Жданович (Білина)

Коцюби́нські (пол. Kociubiński herbu Zdanowicz z odmianą) — український шляхетський рід гербу Жданович з Великого князівства Литовського. Назва можливо походить від слова коцюба. Найвідомішим представником роду є український письменник Михайло Коцюбинський.

## Представники роду

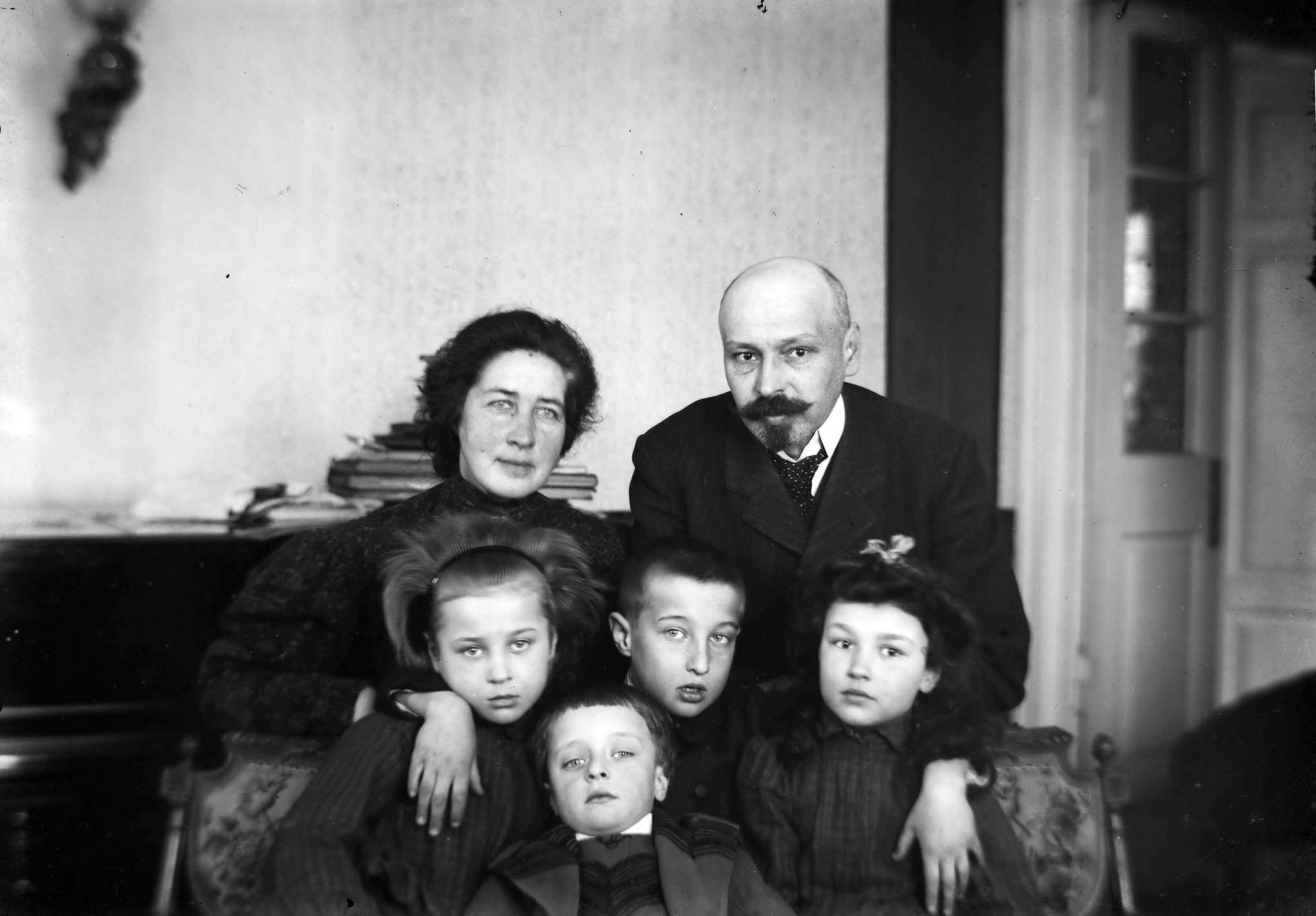
Родина Михайла Коцюбинського у 1907 році. Зліва направо: Ірина, Віра, Роман, Юрій, Михайло, Оксана.

- Коцюбинський Михайло Михайлович — український письменник, класик української літератури, громадський діяч.
- Коцюбинська Віра Устимівна (1863–1921) — українська революціонерка та громадська діячка, політв'язень Російської імперії. Дружина Михайла Коцюбинського.
- Коцюбинський Хома Михайлович — український літературознавець, молодший брат Михайла Коцюбинського.
- Коцюбинський Юрій Михайлович — совєцький партійний, державний діяч. Син Михайла Коцюбинського.
- Коцюбинська Оксана Михайлівна (1898—1920) — воювала у складі Червоного козацтва, дружина Віталія Примакова;
- Коцюбинська Ірина Михайлівна (1899—1977) — донька Михайла Коцюбинського, його біограф, директор музею Михайла Коцюбинського в Чернігові (з 1956), кандидатка філологічних наук, заслужений працівник культури України.
- Коцюбинський Роман Михайлович — український совєцький культурно-освітній діяч.
- Коцюбинська Михайлина Хомівна (1931, Вінниця — 2011, Київ) — український літературознавець, активна учасниця руху шістдесятників.
- Коцюбинський Флоріан Абрамович — український скульптор, онук Михайла Коцюбинського.
- Коцюбинський Юлій Романович —  заслужений працівник культури України, літературознавець, онук Михайла Коцюбинського.
- Коцюбинський Ігор Юлійович — директор Чернігівського літературно-меморіального музею-заповідника М. Коцюбинського. Правнук Михайла Коцюбинського, учасник російсько-української війни.

## Названі на честь членів родини
- Коцюбинське — селище у Київській області.
- Михайло-Коцюбинське — селище у Чернігівській області.
- Коцюбинський — зупинний пункт Одеської залізниці у селищі Павлиш Кіровоградської області.
- Вулиця Михайла Коцюбинського
- Вулиця Коцюбинського
- Вулиця Юрія Коцюбинського